# HMS Porcupine (G93)
«Порк'юпайн» (G93) (англ. HMS Porcupine (G93) — військовий корабель ескадрений міноносець типу «P» Королівського військово-морського флоту Великої Британії за часів Другої світової війни.
«Порк'юпайн» закладений 26 грудня 1939 на верфі компанії Vickers-Armstrongs у Ньюкасл-апон-Тайні. 31 серпня 1942 увійшов до складу Королівських ВМС Великої Британії.
Есмінець практично прослужив трохи більше за 3 місяці й взяти активну участь у бойових діях на морі в Другій світовій війні не встиг. 9 грудня 1942 був уражений торпедою підводного човна U-602, унаслідок отриманих пошкоджень розколовся майже навпіл і до кінця війни служив блокшивом. Нагороджений однією відзнакою за участь у висадці морського десанту в Північній Африці.

## Бойовий шлях
У вересні 1942 року есмінець «Порк'юпайн» після завершення ходових випробувань був прийнятий на озброєння британського флоту та здійснив перехід до Скапа-Флоу, де увійшов до лав Флоту метрополії. Згодом визначений до складу з'єднання Н з дислокацією у Гібралтарі.
У жовтні корабель вийшов до 3-ї флотилії есмінців у Гібралтарі, що готувалася до висадки союзних військ у Північну Африку, куди він незабаром відбув разом з ескадреними міноносцями «Пантер», «Патфайндер», «Пенн» та «Партрідж». 3 листопада група прибула до Гібралтару, де у складі Східного ударного угруповання, куди входили лінкори «Дюк оф Йорк», «Нельсон», «Родні» та авіаносці «Вікторіос» й «Формідабл», екіпаж есмінця готувався до проведення масштабної висадки морського десанту в районі поблизу Алжиру.
8 листопада з початком вторгнення союзників до Французької Північної Африки, «Порк'юпайн» разом з іншими 12 есмінцями забезпечував прикриття ударної групи флоту з лінкорів «Дюк оф Йорк», «Родні», лінійного крейсера «Рінаун», авіаносців «Вікторіос», «Ф'юріос» й «Формідабл», крейсерів «Бермуда», «Аргонаут», «Сіріус», що артилерійським вогнем своєї артилерії забезпечували підтримку військам, котрі висаджувались на берег.
11 листопада 1942 року «Порк'юпайн» із голландським есмінцем «Ісаак Свірз» врятував 241 постраждалого з голландського десантного судна Nieuw Zeeland, яке було торпедовано німецькою субмариною U-380 на відстані 130 км східніше Гібралтару.
8 грудня есмінець з іншими ескадреними міноносцями «Антілоуп», «Венок», «Бореас» і польським «Блискавиця» ескортував десантні судна «Отранто», SS Tegelberg і плавучу базу ПЧ «Мейдстоун» до Орана, коли піддались атаці німецького підводного човна. «Порк'юпайн» був уражений торпедою німецького підводного човна U-602, який випустив чотири торпеди в «Мейдстоун», але промазав й лише одна влучила в британський есмінець. Унаслідок вибуху 7 осіб загинуло та три дістали поранень, корабель від отриманих пошкоджень розколовся навпіл.
Напрочуд «Порк'юпайн» не затонув і лишився на плаву. Весь екіпаж, за винятком критично необхідного персоналу, підібрав «Венок», а рештки корабля відбуксував фрегат «Екс» до Арзева у Французькому Алжирі.
У березні 1943 року корабель перетягнули до Орана, де комісія, оцінивши збитки, визнала есмінець повністю непридатним до відновлення та подальшої експлуатації за призначенням. Французькі фахівці розрізали залишки бойового корабля на дві половини, які по частинах перевезли буксирами до Портсмута.
Після доставки до Англії, обидві частини дістали власні назви: носова частина отримала назву «Порк» (англ. HMS Pork), а кормова — «Пайн» (англ. HMS Pine). З 14 січня 1944 року обидві частини використовували в ролі плавучого блокшива для екіпажів десантних кораблів у порту Портсмута.
1 березня 1946 року колишній есмінець був нарешті списаний й проданий на утилізацію.